# Dipòsit regulador de Capçanes
El Dipòsit regulador de Capçanes és una obra de Capçanes (Priorat) protegida com a Bé Cultural d'Interès Local.

## Descripció
El dipòsit regulador de Capçanes està situat a la partida de la Serreta o de lo Serrat, al capdamunt del poble molt a prop del Centre Cultural la Pedrera i el CEIP Sant Isidre. Es tracta d'una construcció de base quadrada de 23 m2 amb els àngles reforçats amb pilars. La coberta és en forma de cúpula que descansa sobre una base quadrada que té un ràfec esglaonat.

## Història
La població de Capçanes sempre ha estat rica en aigua. La comunitat de fegants de la riera de la Vall ha contribuït sempre en l'aprofitament d'aquest bé natural.
L'any 1926 apareixen les confederacions hidrogràfiques amb l'objectiu de millorar la gestió territorial de l'aigua. S'estructuren jeràrquicament un conjunt de comités i de juntes de govern amb la finalitat de fer una correcta gestió de l'aigua. Les primeres que es creen són les de l'Ebre i el Segura.